# Air-Sea Battle
Air-Sea Battle est l'un des premiers jeux vidéo sortis sur Atari 2600. C'est un shoot them up qui se joue avec les manettes de l'Atari. Il ne doit pas être confondu avec la cassette de jeu Videopac Air-Sea War / Battle, sortie en 1978. Il a également été distribué sous le titre Target Fun par Sears.

## Système de jeu
Air-Sea Battle demande au joueur, en 2 minutes et 16 secondes, de toucher son adversaire le plus souvent possible pour remporter une partie. À la fin de chaque tour, celui qui a le plus de points gagne, à moins qu'un des joueurs atteigne 99 points avant le temps limite. Il est possible de jouer contre l'ordinateur ou un ami.
Le jeu propose 27 modes de jeu qui permettent d'incarner plusieurs véhicules ou matériels de guerre. Ainsi il est possible de contrôler des avions de combat, des missiles Polaris à tête chercheuse ou encore des bateaux. Il est possible de faire des mixtes (avion contre bateaux, canons contre avions), ce qui augmente les possibilités de jeu. 3 modes proposent de tirer sur des lapins, des canards et des clowns.